# New England triptych
New England triptych, Three pieces for orchestra after William Billings, is een compositie van William Schuman.

## Geschiedenis
De opdracht van het werk kwam van dirigent Andre Kostelanetz, die een publieksvriendelijk werk bestelde bij de Amerikaanse componist; liefst met een programma van Amerikaanse origine en rond de negen minuten lang. Het paste wat dat betreft in een toenmalige traditie van Amerikaanse werken van Aaron Copland (A Lincoln portrait), Paul Creston (Frontiers), Jerome Kern (Mark Twain), Virgil Thomson en Ferde Grofe. Schuman kwam met een drieluik waarbij hij geïnspireerd werd door de hymnes van componist William Billings (1746-1800). Volgens Schuman was Billings een van de belangrijkste componisten in de Amerikaanse muziekgeschiedenis. Schuman voelde zich muzikaal verwant met Billings. Het New England triptych bevat geen gearrangeerde of variaties op de muziek van Billings, maar muziek met een samenbrengen van stijlen en sfeer. Schuman had al eerder een werk geschreven met Billings in het achterhoofd, de William Billings ouverture uit 1944; de New England triptych is daar een uitbreiding op. Het originele werk trok Schuman direct na New England triptych terug.
Kostelanetz gaf de première van dit werk op 28 oktober 1956 met het orkest van de Universiteit van Miami; op 3 november 1956 voerde de dirigent hetzelfde werk uit met het The Philharmonic Society of New York in Carnegie Hall.
Binnen de discografie van de werken van Schuman, steekt dit werk er met kop en schouders boven uit. Het staat op de eerste plaats met 34 opnamen (inclusief heruitgaven) in de handel aldus vakhandel Presto Classical in 2018. Het wordt gevolgd door George Washington Bridge met achttien opnamen.

## Opbouw
De drie delen zijn gebouwd rondom drie teksten van Billings
- Be glad then, America
- When Jesus wept
- Chester

### Be glad then, America
De tekst:
Yea, the Lord will answer
And say unto his people — behold
I will send you corn and wine and oil
And ye shall be satisfied therewith.
Be glad then, America,
Shout and rejoice.
Fear not O land,
Be glad and rejoice.
Halleluyah!
De pauken openen dit deel en het werk, daarna nemen strijkinstrumenten het over. Het koper begint dan met het thema gebaseerd op Be glad then, America, shout and rejoice. Er is een Hallelujah te horen en het deel sluit in de traditie van Shout and rejoice.

### When Jesus wept
De tekst:
When Jesus wept grijpt terug op de tekst:
When Jesus wept, the falling tear
in mercy flowed beyond all bound;
when Jesus mourned, a trembling fear
seized all the guilty world around.
Het deel is het deel dat het dichtst bij Billings originele muziek komt. Schuman hield de orkestratie beperkt; het is een spel tussen fagot, hobo, strijkinstrumenten en pauken.

### Chester
Schuman haalde voor Chester inspiratie uit de volgende tekst:
Let tyrants shake their iron rod,
And slavery clank her galling chains,
We fear them not, we trust in God,
New England's God forever reigns.
The foe comes on with haughty stride,
Our troops advance with martial noise,
Their vet'rans flee before our youth,
And gen'rals yield to beardless boys.
Een mengeling van hout- en koperblaasinstrumenten met een marsachtig deel, eindigend op een fff-akkoord - Es majeur. 

## Orkestratie
- 3 dwarsfluiten (III ook piccolo), 2 hobo’s, 1 althobo, 1 esklarinet, 2 klarinetten, 1 basklarinet, 2 fagotten
- 4 hoorns, 3 trompetten, 3 trombones, 1 tuba
- pauken, percussie
- violen, altviolen, celli, contrabassen